# Dina Shihabi
Dina Shihabi (en arabe : دينا الشهابي), née le 22 septembre 1989, est une actrice saoudienne-palestinienne travaillant aux États-Unis.

## Biographie

### Jeunesse et éducation
Shihabi est née à Riyad, en Arabie saoudite et a grandi en Arabie saoudite, à Beyrouth et à Dubaï. Elle décrit son origine multiethnique comme suit: "Je me considère comme Arabe Européenne parce que mon père est à moitié saoudien, à moitié norvégien, et ma mère est à moitié palestinienne, à moitié allemande et haïtienne, mais élevée dans le sud de la France.". Elle a déclaré qu'elle aimait regarder des films dès son plus jeune âge.

### Carrière
À 11 ans, elle commence à prendre des cours de danse auprès de Sharmilla Kamte, professeur de danse au Théâtre Communautaire de Dubaï et au Centre des Arts Chaloub Studio, connue comme la "reine de la danse" aux Émirats Arabes Unis. Elle est devenue membre de son équipe de danse moderne professionnelle[réf. nécessaire].
À Dubaï, elle a fréquenté l'école Al Mawakeb, l'Emirates International School et la Dubai American Academy. Shihabi a joué dans de nombreuses pièces de théâtre et a été encouragée par son professeur, Nancy Mock[réf. nécessaire], pour poursuivre une carrière d'actrice.
À 18 ans, Shihabi déménage à New York en 2007 et commence à poursuivre une carrière d'actrice; c'est devenu une profession à temps plein pour elle en 2010. Elle a fréquenté l'American Academy of Dramatic Arts pendant deux ans. En 2011, elle a été acceptée à la fois à Juilliard et au Graduate Acting Program de la NYU Tisch School for the Arts. Bien que Shihabi n'ait pas terminé sa licence de 4 ans (elle a fréquenté l'American Academy of Dramatic Arts, un conservatoire par intérim de 2008 à 2010), NYU a renoncé à l'exigence d'un baccalauréat[réf. nécessaire], et elle a obtenu son diplôme avec son MFA en 2014. Elle est la première femme née au Moyen-Orient à être acceptée à la fois par les programmes Juilliard et NYU Graduate Acting, ainsi que la première femme saoudienne acceptée dans ces institutions.
En 2020, Shihabi interprète le rôle principal de Fouille 301 pour la deuxième saison de la série de science-fiction de Netflix, Altered Carbon.

## Vie privée
La danse est sa passion.
Le dialecte arabe natif de Shihabi est une forme d'arabe levantin.

## Filmographie
| An   | Titre                           | Rôle               | Remarques                      |
| ---- | ------------------------------- | ------------------ | ------------------------------ |
| 2011 | David                           | Aishah             |                                |
| 2013 | Ben                             |                    |                                |
| 2014 | Amira &amp; Sam                 | Amira Jafari       | Premier rôle majeur de Shihabi |
| 2015 | Soupe aux cigarettes            |                    |                                |
| 2016 | Cul-de-Sac (court métrage)      |                    |                                |
| 2016 | Madame la secrétaire (saison 2) | Hijriyyah Al Bouri |                                |
| 2017 | Pop de cerise                   |                    |                                |
| 2018 | Jack Ryan                       | Hanin Suleiman     | Rôle principal (Saison 1)      |
| 2019 | Ramy                            | Nour               | Épisode: "Entre les orteils"   |
| 2020 | Altered Carbon                  | Fouille 301        | Rôle principal (Saison 2)      |
| 2022 | Archive 81                      | Melody             |                                |
| 2023 | Painkiller                      | Britt Hufford      |                                |